# MLB 1904
Die MLB-Saison 1904 war die vierte Saison der modernen Ära der Major League Baseball (MLB). Nachdem 1903 die erste moderne World Series zwischen den Siegern der American League (AL) und National League (NL) ausgetragen wurde, gab es 1904 keine Post Season.
Die Boston Americans beendeten die Saison in der American League knapp mit 1½ Spielen Vorsprung vor den New York Highlanders und sicherten sich somit den zweiten Titel in Folge.
In der National League dominierten die New York Giants, die auch ligaübergreifend mit 106 Siegen aus 158 Spielen die beste Siegquote aufweisen konnten. Für die Giants war es nach 1888 und 1889 der dritte NL-Titel der Franchisegeschichte. Die Pittsburgh Pirates, die zuvor drei Jahre am Stück den NL-Titel gewannen, beendeten die Saison nur an Rang vier.

## Ergebnis zum Saisonende
| Pos | Franchise              | W  | L   | %      | GB  |
| --- | ---------------------- | -- | --- | ------ | --- |
| 1   | Boston Americans       | 95 | 059 | 61,7 % | –   |
| 2   | New York Highlanders   | 92 | 059 | 60,9 % | 01½ |
| 3   | Chicago White Sox      | 89 | 065 | 57,8 % | 06  |
| 4   | Cleveland Naps         | 86 | 065 | 57,0 % | 07½ |
| 5   | Philadelphia Athletics | 81 | 070 | 53,6 % | 12½ |
| 6   | St. Louis Browns       | 65 | 087 | 42,8 % | 29  |
| 7   | Detroit Tigers         | 62 | 090 | 40,8 % | 32  |
| 8   | Washington Senators    | 38 | 113 | 25,2 % | 55½ |

| Pos | Franchise             | W   | L   | %      | GB  |
| --- | --------------------- | --- | --- | ------ | --- |
| 1   | New York Giants       | 106 | 047 | 69,3 % | –   |
| 2   | Chicago Cubs          | 093 | 060 | 60,8 % | 13  |
| 3   | Cincinnati Reds       | 088 | 065 | 57,5 % | 18  |
| 4   | Pittsburgh Pirates    | 087 | 066 | 56,9 % | 19  |
| 5   | St. Louis Cardinals   | 075 | 079 | 48,7 % | 31½ |
| 6   | Brooklyn Superbas     | 056 | 097 | 36,6 % | 50  |
| 7   | Boston Beaneaters     | 055 | 098 | 35,9 % | 51  |
| 8   | Philadelphia Phillies | 052 | 100 | 31,4 % | 53½ |

W = Wins (Siege), L = Losses (Niederlagen), % = Winning Percentage, GB = Games Behind (Rückstand auf Führenden: Zahl der notwendigen Niederlagen des Führenden bei gleichzeitigem eigenen Sieg) 

## Spielerstatistik

### Hitting

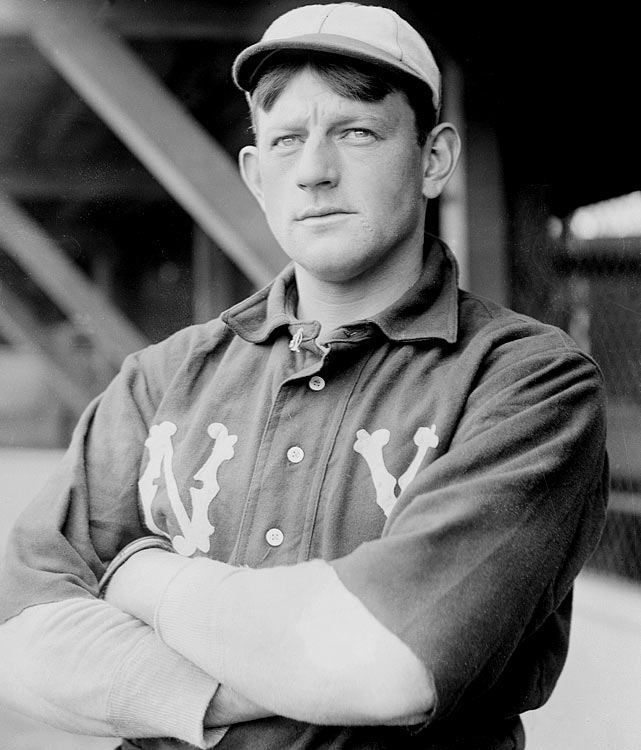
Jack Chesbro war 1904 der überragende Pitcher der American League

| American League | American League       | American League | American League | National League | National League | National League | National League |
| Stat            | Spieler               | Team            | Total           | Stat            | Spieler         | Team            | Total           |
| --------------- | --------------------- | --------------- | --------------- | --------------- | --------------- | --------------- | --------------- |
| AVG             | Nap Lajoie            | CLE             | .376            | AVG             | Honus Wagner    | PIT             | .349            |
| HR              | Harry Davis           | PHA             | 10              | HR              | Harry Lumley    | BRO             | 9               |
| RBI             | Nap Lajoie            | CLE             | 104             | RBI             | Bill Dahlen     | NYG             | 104             |
| R               | Patsy Dougherty       | BOS NYH         | 113             | R               | George Browne   | NYG             | 99              |
| H               | Nap Lajoie            | CLE             | 208             | H               | Ginger Beaumont | PIT             | 185             |
| SB              | Elmer Flick Harry Bay | CLE             | 38              | SB              | Honus Wagner    | PIT             | 53              |

### Pitching
| American League | American League | American League | American League | National League | National League   | National League | National League |
| Stat            | Spieler         | Team            | Total           | Stat            | Spieler           | Team            | Total           |
| --------------- | --------------- | --------------- | --------------- | --------------- | ----------------- | --------------- | --------------- |
| W               | Jack Chesbro    | NYH             | 41              | W               | Joe McGinnity     | NYG             | 35              |
| W-L %           | Jack Chesbro    | NYH             | 77,4 %          | W-L %           | Joe McGinnity     | NYG             | 81,4 %          |
| ERA             | Addie Joss      | CLE             | 1,59            | ERA             | Joe McGinnity     | NYG             | 1,61            |
| K               | Rube Waddell    | PHA             | 349             | K               | Christy Mathewson | NYG             | 212             |
| IP              | Jack Chesbro    | NYH             | 454,2           | IP              | Joe McGinnity     | NYG             | 408             |